# Heřmanický rybník (Česká Lípa)
Heřmanický rybník se nachází 5 km jihovýchodně od města Česká Lípa poblíž vesnice Heřmaničky v okrese Česká Lípa.

## Umístění a parametry
Heřmanický rybník má plochu 17 ha (dle rybářů 23 ha) a jde o rybník průtočný, který je využíván k chovu ryb a k rybolovu. Je napájen od Ploučnice a několika menších potůčků, voda se z něj o 300 metrů dál vrací z levé strany do Ploučnice, do jejíž povodí patří. Je součástí krajiny Zákupské pahorkatiny, katastr Heřmaničky u Dobranova. První záznam o jeho existenci pochází z roku 1575. Část břehů je zarostlá křovinami a stromy, přechází i do mokřadů. Je opatřen bezpečnostním přelivem. Kvůli mokřadům a hnízdění ptactva je zahrnut do chráněné soustavy Natura 2000 nazvané Ptačí oblast Českolipsko - Dokeské pískovce a mokřady. Rybník patří Pozemkovému fondu ČR, uživatelem je Rybářství Doksy spol. s.r o.

## Přístup
Z obce Heřmaničky vede k rybníku 200 metrů dlouhá místní komunikace při pastvinách pro koně. Přes obec vede cyklotrasa 3054 od České Lípy a červeně značená trasa pro pěší z Mimoně do České Lípy. Zhruba 2 km severně je vlaková zastávka Vlčí Důl na trati z Liberce do České Lípy.